# Antoni Canyelles Rigo "de sa Font"
Antoni Canyelles Rigo "de Sa Font" (Marratxinet, Marratxí, 1871 - Santa Maria del Camí, 1944). Glosador.
Va néixer a Sa Font de Marratxinet, fill de Mateu Canyelles Ramis i de Maria Rigo Rosselló. Es diu que era descendent d'en Planiol. Als 25 anys es va casar, el 1897, amb Francesca Borràs Capó de Santa Maria del Camí. Va estar d'amo a la possessió de Son Vivot Nou, a Baix des Puig i després va ser el garriguer d'es Rafalot. Finalment va ser l'amo de Son Serra de Son Amar. El polític liberal Bernat Amer Pons era propietari de Son Serra i des Rafalot, per la qual cosa la seva adscripció política va ser a les files liberals (va ser regidor a l'ajuntament de Santa Maria del Camí l'any 1923).

## Activitat de glosador
En "Toni de Sa Font" és un dels glosadors mallorquins més coneguts de la Mallorca dels anys vint i trenta del segle xx. Va ser molt famós el combat que va mantenir amb Bernat Rigo Rubí "es Cabo Loco" (que era cosí seu) en el poble de Pòrtol. Va glosar amb en Capellà d'Algaida. En aquest glosat Antoni Canyelles li va dir:
Tu vols dur s'orde més ample

que ses ales d'un voltor,

pega no tenguis temor,

com tengueres d'en Mador,

en aquell de Vilafranca

que no li donares branca

per tenir-li compassió,

avui sabré es teu espulmó

fins en a quin grau alcança.

Me'n ric de sa teva estampa,

des sant i des qui l'encanta

i de sa pinta i es pintor,

i amb classe de glosador

 has de dur es vestit millor

 i davant mi no faràs planta.
La resposta d'en Capellà ha romàs a la memòria popular:
Jo anit vos treuré a fons

des de la mar ses cabrelles.

Per tu va, Toni Canyelles!

Si no heu de fer més estelles

ja poreu amagar es tions,

ses masses i es tascons,

perquè he sentir fer pregons

per voreres i racons,

que vos veuen es virons,

que vos mengen ses pipelles.

Mal moríssiu de gadelles,

ronya i tinya per ses xelles,

si me moveu qüestions!